# Liste der Baudenkmäler in Schlangen (Gemeinde)
Die Liste der Baudenkmäler in Schlangen (Gemeinde) enthält die denkmalgeschützten Bauwerke auf dem Gebiet der Gemeinde Schlangen im Kreis Lippe in Nordrhein-Westfalen (Stand: Juni 2021). Diese Baudenkmäler sind in der Denkmalliste der Gemeinde Schlangen eingetragen; Grundlage für die Aufnahme ist das Denkmalschutzgesetz Nordrhein-Westfalen (DSchG NRW).

| Bild                                 | Bezeichnung                          | Lage                                                                                  | Beschreibung | Bauzeit          | Eingetragen seit  | Denkmal- nummer |
| ------------------------------------ | ------------------------------------ | ------------------------------------------------------------------------------------- | --- | ---------------- | ----------------- | --------------- |
| weitere Bilder                       | Gemeindebücherei, jetzt Bauamt       | Schlangen Im Dorfe 2 Karte                                                            | | 1859             | 15. März 1984     | 1               |
| Verwaltungsgebäude                   | Verwaltungsgebäude                   | Schlangen Kirchplatz 6 Karte                                                          | |                  | 15. März 1984     | 2               |
| weitere Bilder                       | Burgruine Kohlstädt                  | Kohlstädt B1/Lippspringer Straße Karte                                                | | um 1000 bis 1200 | 15. März 1984     | 3               |
| weitere Bilder                       | Fürstenbrücke                        | Kohlstädt Bärental Karte                                                              | |                  | 15. März 1984     | 4               |
| weitere Bilder                       | Jagdschloss Oesterholz               | Oesterholz Im kleinen Bruch 1 Karte                                                   | |                  | 15. März 1984     | 5               |
| weitere Bilder                       | Gasthof Kreuzkrug                    | Oesterholz Kreuzkrug 1 Karte                                                          | |                  | 15. März 1984     | 6               |
| weitere Bilder                       | Evangelische Kirche Schlangen        | Schlangen Kirchplatz 3 Karte                                                          | | 1878             | 30. März 1984     | 7               |
| Haus Paderborner Str. 32             | Haus Paderborner Str. 32             | Schlangen Paderborner Str. 32 Karte                                                   | |                  | 21. Januar 1986   | 8               |
| weitere Bilder                       | Meilenstein                          | Kohlstädt Weinberg Karte                                                              | |                  | 15. August 1990   | 9               |
| Grenzstein                           | Grenzstein                           | Schlangen Im Bereich von „Schlütern Teich“ Gemarkungsgrenze Bad Lippspringe Karte     | |                  | 15. August 1990   | 10              |
| weitere Bilder                       | Grenzstein (Hoheitsstein)            | Schlangen Paderborner Straße Karte                                                    | |                  | 15. August 1990   | 11              |
| weitere Bilder                       | Meilenstein                          | Kohlstädt B1 alt – Hornsche Straße Karte                                              | |                  | 15. August 1990   | 12              |
| Meilensteine                         | Meilensteine                         | Oesterholz Gauseköte                                                                  | |                  | 15. August 1990   | 13              |
| Bauernhaus                           | Bauernhaus                           | Schlangen Rosenstr. 31 Karte                                                          | |                  | 21. Juli 1992     | 14              |
| Grenzstein im ehem. Dorf Haustenbeck | Grenzstein im ehem. Dorf Haustenbeck | Haustenbeck An der Straße von Sennelager nach Haustenbeck Karte                       | |                  | 29. Oktober 1992  | 15              |
|                                      | Grenzstein im ehem. Dorf Haustenbeck | Haustenbeck Nahe der Straße von Haustenbeck nach Augustdorf, nahe dem ehem. Heimathof | Niedriger behauener Sandstein mit den Zeichen für Lippe und Paderborn, auf der Paderborner Seite bezeichnet 23, auf der lippischen Seite 1663. | 1663             | 29. Oktober 1992  | 16              |
| Haustenbecker Turm                   | Haustenbecker Turm                   | Haustenbeck Auf dem Truppenübungsplatz Senne Karte                                    | | 1941             | 29. Oktober 1992  | 17              |
| Jüdischer Friedhof                   | Jüdischer Friedhof                   | Schlangen Gartenstraße                                                                | |                  | 15. Dezember 1992 | 18              |
| weitere Bilder                       | Kirchenruine von Haustenbeck         | Haustenbeck Im Bereich des Truppenübungsplatzes Karte                                 | Bruchsteinbau von 1755 als Nachfolger einer Fachwerkkirche von 1685.                                                                           | 1755             | 25. Januar 1993   | 19              |
| weitere Bilder                       | Starksche Mühle                      | Kohlstädt Im Mühlengrund 4 Karte                                                      | | 1821             | 1. August 1994    | 20              |
| Fürstenallee in Schlangen-Oesterholz | Fürstenallee in Schlangen-Oesterholz | Oesterholz Karte                                                                      | | 1725–1730        | 5. Januar 1995    | 21              |
| weitere Bilder                       | Haustenbecker Allee                  | Haustenbeck Auf dem Truppenübungsplatz Senne                                          | |                  | 24. Juli 2007     | 22              |
| Haus Levi                            | Haus Levi                            | Schlangen Paderborner Straße 20 Karte                                                 | 2019 abgebrochen, aus der Denkmalliste gelöscht                                                                                                | 1848             | 28. Februar 2011  | 23              |
| Transformatorenstation               | Transformatorenstation               | Schlangen Langetalstraße Karte                                                        | |                  | 29. Juni 2012     | 24              |